# Peromyscus
Peromyscus là một chi động vật có vú trong họ Cricetidae, bộ Gặm nhấm. Chi này được Gloger miêu tả năm 1841. Loài điển hình của chi này là Peromyscus arboreus Gloger, 1841 (= Mus leucopus Rafinesque, 1818).

## Các loài
- Peromyscus
  - nhóm californicus
    - Chuột nhắt California – P. californicus

  - nhóm eremicus
    - Chuột nhắt xương rồng – P. eremicus
    - Chuột nhắt đảo Angel – P. guardia – có thể tuyệt chủng.
      - P. g. guardia – thấy lần cuối năm 1991.
      - P. g. mejiae – tuyệt chủng (1973)
      - P. g. harbisoni – tuyệt chủng (1963)
      - P. guardia subsp. indet. từ đảo Estanque – tuyệt chủng (1998)

    - Chuột nhắt San Lorenzo – P. interparietalis
    - Chuột nhắt hươu Bắc Baja– P. fraterculus
    - Chuột nhắt hươu Dickey – P. dickeyi
    - Chuột nhắt hẻm núi giả – P. pseudocrinitus
    - Chuột nhắt sa mạc Eva – P. eva
    - Chuột nhắt hươu Burt– P. caniceps
    - Chuột nhắt mục đậu – P. merriami
    - Chuột nhắt hươu Pemberton – P. pembertoni – tuyệt chủng (1931)

  - nhóm hooperi
    - Chuột nhắt Hooper – P. hooperi

  - nhóm crinitus
    - Chuột nhắt hẻm núi – P. crinitus

  - nhóm maniculatus
    - Chuột nhắt hươu Bắc Mỹ − P. maniculatus
    - Chuột nhắt bãi biển – P. polionotus
      - P. p. allophrys
      - P. p. ammobates
      - Chuột nhắt bãi biển Ponce de Leon P. p. decoloratus – tuyệt chủng (1959)
      - P. p. leucocephalus
      - P. p. niveiventris
      - P. p. peninsularis
      - Chuột nhắt bãi biển đảo Anastasia P. p. phasma
      - P. p. trissyllepsis

    - Chuột nhắt Santa Cruz – P. sejugis
    - Chuột nhắt hươu tây bắc – P. keeni
    - Chuột nhắt Keen – P. sitkensis
    - Chuột nhắt tai đen– P. melanotis
    - Chuột nhắt Slevins hay chuột nhắt hươu Catalina – P. slevini
    - †Chuột nhắt hươu đảo khổng lồ – P. nesodytes – tuyệt chủng

  - nhóm leucopus
    - Chuột nhắt chân trắng– P. leucopus
    - Chuột nhắt bông– P. gossypinus
      - Chuột nhắt bông Key Largo P. g. allapaticola
      - †Chuột nhắt bông bãi biển Chadwick P. g. restrictus – tuyệt chủng (1938)

  - nhóm aztecus
    - Chuột nhắt Aztec – P. aztecus
    - Chuột nhắt rỉa – P. spicilegus
    - Chuột nhắt Winkelmann – P. winkelmanni

  - nhóm boylii
    - Chuột nhắt bụi cây – P. boylii
    - Chuột nhắt chân nhanh – P. levipes
    - Chuột nhắt hươu Schmidly – P. schmidlyi
    - Chuột nhắt đảo San Esteban – P. stephani
    - Chuột nhắt Texas – P. attwateri
    - Chuột nhắt Nayarit – P. simulus
    - Chuột nhắt đảo Tres Marias – P. madrensis
    - Chuột nhắt mắt cá chân trắng – P. pectoralis
    - Chuột nhắt Chihuahua – P. polius

  - nhóm truei
    - Chuột nhắt Perote – P. bullatus
    - Chột nhắt hươu Zacatecas – P. difficilis
    - Chuột nhắt Osgood – P. gratus
    - Chuột nhắt núi đá phương bắc – P. nasutus
    - Chuột nhắt Pinyon – P. truei

  - nhóm melanophrys
    - Chuột nhắt cao nguyên – P. melanophrys
    - Chuột nhắt hươu Pueblo – P. mekisturus
    - Chuột nhắt hươu hung vàng – P. perfulvus

  - nhóm furvus
    - Chuột nhắt hươu ánh đen – P. furvus
    - Chuột nhắt Maya – P. mayensis
    - Chuột nhắt hươu El Carrizo – P. ochraventer

  - nhóm megalops
    - Chuột nhắt hươu nâu – P. megalops
    - Zempoaltepec – P. melanocarpus
    - Chuột nhắt đuôi đen – P. melanurus

  - nhóm mexicanus
    - Chuột nhắt hươu Gardner - P. gardneri[2]
    - Chuột nhắt hươu lớn – P. grandis
    - Chuột nhắt hươu Guatemala – P. guatemalensis
    - Chuột nhắt hươu tai trần – P. gymnotis
    - Chuột nhắt hươu Mexico – P. mexicanus
    - Chuột nhắt hươu Stirton – P. stirtoni
    - Chuột nhắt hươu Yucatán – P. yucatanicus
    - Chuột nhắt hươu Chiapas – P. zarhynchus
    - Chuột nhắt hươu vành đai núi lửa – P. hylocetes

## Hình ảnh

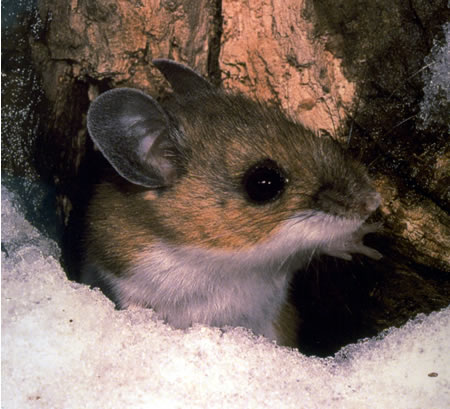
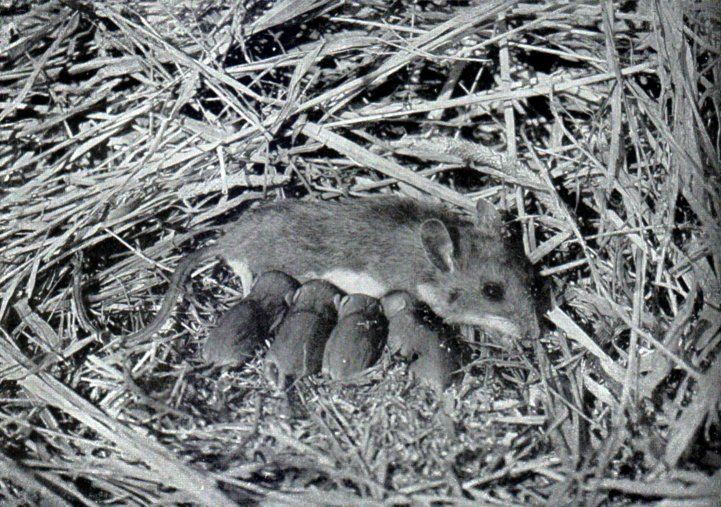
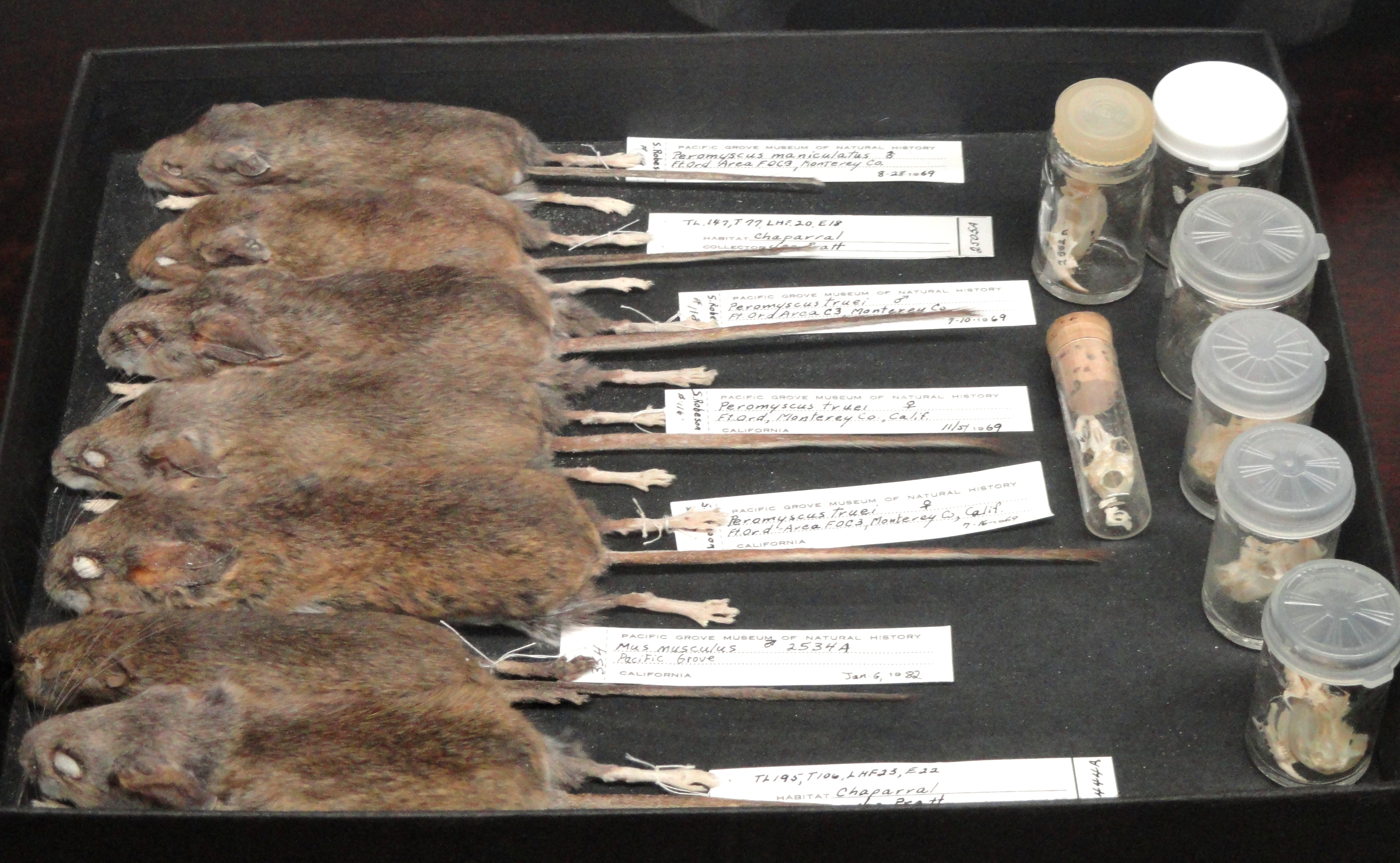
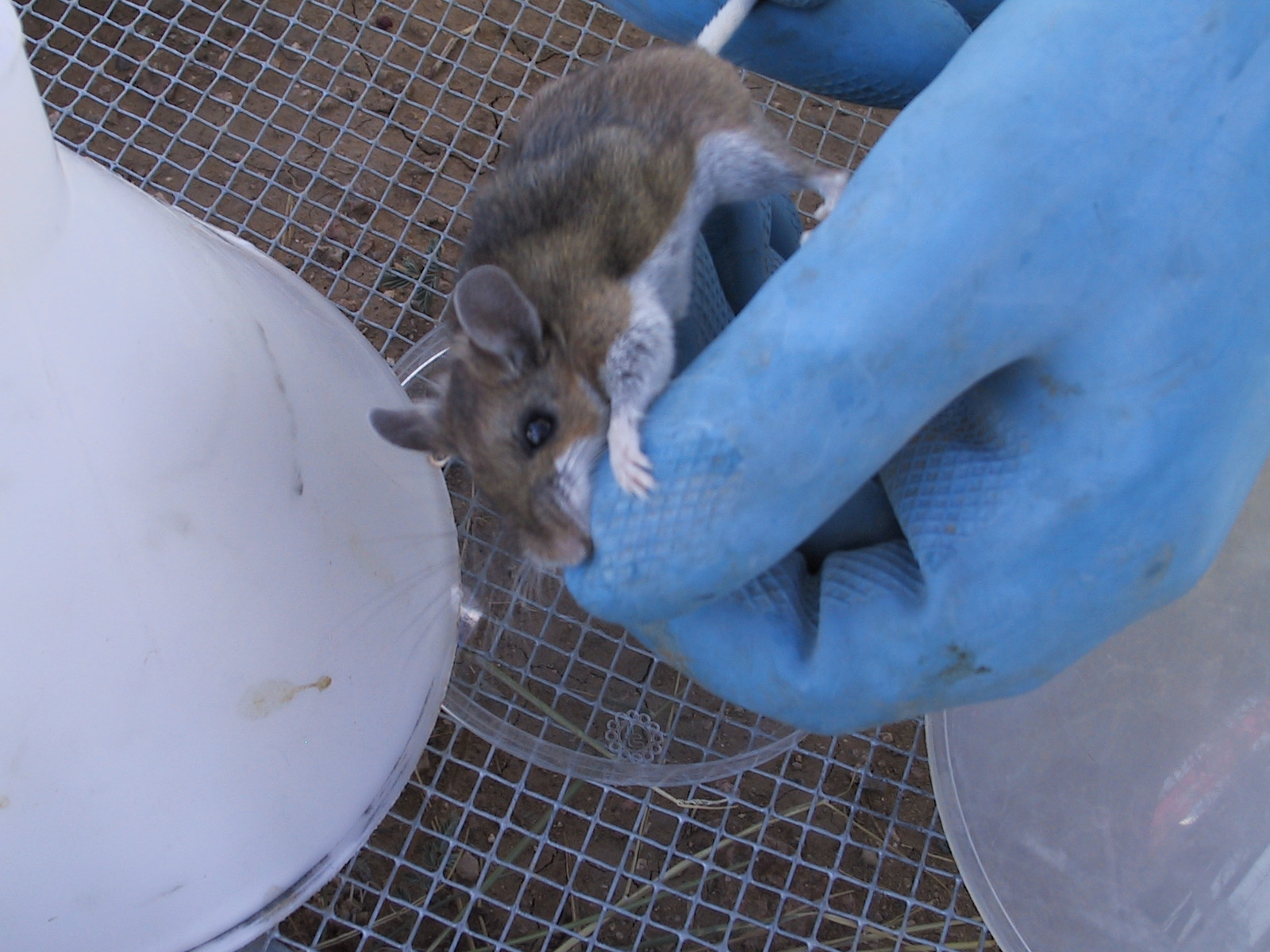